# Anne Shelton
Anne Shelton (nascida Anne Boleyn, 28 de novembro de 1475 – 8 de janeiro de 1556) foi irmã de Tomás Bolena, 1.º Conde de Wiltshire e, consequentemente, tia de Ana Bolena, a segunda esposa de Henrique VIII da Inglaterra. Em 1533, enquanto sua sobrinha vivia na corte, foi encarregada de cuidar de Maria, filha do rei, a quem maltratava segundo diversos historiadores. Seus serviços foram dispensados depois que Henrique decapitou Ana, em 1536.